# Elias Neau
Elias Neau (1662-7 de septiembre de 1722), nacido Élie Neau, en Moëze (Francia) fue un hugonote francés. Tras la revocación del Edicto de Nantes en 1685, huyó primero a la colonia francesa de Saint-Domingue, luego a Boston, donde se convirtió en un próspero comerciante. En 1692, fue capturado por un corsario francés cerca de Jamaica, y por ser un protestante fugitivo, fue sentenciado primero a cadena perpetua como galeote, luego encarcelado en Marsella. Fue liberado en 1697, siguiendo la intercesión del rey de Inglaterra Guillermo III, cuyos ministros argumentaron que Neau era un súbdito inglés. Una vez de regreso en América del Norte, la historia de Neau lo convirtió en "probablemente el refugiado más famoso en la América británica en ese momento" porque su negativa a obtener su libertad convirtiéndose al catolicismo atrajo "una amplia audiencia protestante tanto en francés como en inglés".
En 1704, Neau cortó sus lazos con la iglesia protestante francesa en Nueva York y se convirtió al anglicanismo. Luego, la Sociedad para la Propagación del Evangelio lo nombró ministro de los esclavos negros en América del Norte y fundó la primera escuela abierta a los afroamericanos en la ciudad de Nueva York. Aunque no existen datos exactos, la esclavitud estaba muy extendida en la ciudad y muchos propietarios le echaron la culpa a Neau de la revuelta del 7 de abril de 1712. La situación llegó a tal punto que durante muchos días este evitó salir a la calle por cuenta de las amenazas contra su vida.
En 1706, consiguió la aprobación de un proyecto de ley en Nueva York que permitía la catequización de los esclavos.